# Alik Gerszon
Alik Gerszon (ur. 3 czerwca 1980 w Dniepropetrowsku) – izraelski szachista, arcymistrz od 2000 roku.

## Kariera szachowa
Urodził się na Ukrainie. Pod koniec 1990 r. jego rodzina wyemigrowała do Izraela. W 1993 r. zdobył tytuł mistrza kraju juniorów do 16 lat. Pomiędzy 1992 a 2000 r. dziesięciokrotnie reprezentował Izrael na mistrzostwach świata juniorów, dwukrotnie zdobywając złote medale: w 1994 r. w Segedynie (w kategorii do 14 lat) oraz w 1996 r. w Cala Galdana (do 16 lat). W 2000 r. zdobył dwa tytuły mistrza Izraela: mężczyzn (wspólnie z Borysem Awruchem) oraz juniorów do 20 lat.
Do sukcesów Alika Gershona w turniejach międzynarodowych należą:
- dz. III m. w Koryncie (1998, za Michaiłem Gurewiczem i Tamazem Gelaszwilim, wspólnie z Alexandre Dgebuadze i Vasiliosem Kotroniasem),
- II m. w Tel Awiwie (1999, memoriał Mosze Czerniaka, za Dowem Zifronim),
- dz. III m. na Bermudach (1999, za Etienne Bacrotem i Helgi Assem Gretarssonem, wspólnie z Joshua Waitzkinem),
- I m. w Tel Awiwie (2000),
- dz. II m. w Baden (2000, za Jozsefem Pinterem, wspólnie z m.in. Attilą Czebe i Cristiną Foisor),
- dz. I m. w Hamburgu (2001, wspólnie z m.in. Pawłem Kocurem, Vasiliosem Kotroniasem i Klausem Bischoffem),
- I m. w Winterthurze (2002),
- dz. I m. w Benasque (2003, wspólnie z m.in. Zoltanem Vargą, Olegiem Korniejewem i Pawłem Jaraczem)
- dz. I m. w Dreźnie (2004, wspólnie z Romanem Slobodjanem),
- dz. II m. w turniejach Acropolis w Atenach – trzykrotnie (2003, za Władimirem Dobrowem, wspólnie z Borysem Awruchem i Eduardasem Rozentalisem i 2004, za Bartoszem Soćko, wspólnie z Mircea Parligrasem, Suatem Atalikiem i Draganem Solakiem – w tych latach w turniejach B oraz 2005, za Vüqarem Həşimovem, wspólnie z m.in. Ernesto Inarkiewem, Zwiadem Izorią, Andriejem Sokołowem i Borysem Awruchem).

Najwyższy ranking w karierze osiągnął 1 stycznia 2003 r., z wynikiem 2573 punkty zajmował wówczas 8. miejsce wśród izraelskich szachistów.
W dniach 21-22 października 2010 r. Alik Gerszon pobił rekord świata w pod względem największej jednoczesnej liczby partii w seansie symultanicznym. W tych dniach rozegrał 523 pojedynki, z których 454 wygrał, 58 zremisował, a 11 przegrał. Jego rekord został pobity w lutym 2011 r. przez irańskiego arcymistrza Ehsana Ghaema Maghamiego.